# Хікару Накамура
Крістофер Хікару Накамура (яп. 中村光, なかむらひかる, МФА: [nakamuɾa çikaɾu]; англ. Christopher Hikaru Nakamura) (9 грудня 1987) — американський шаховий гросмейстер, стример, ютубер. П'ятиразовий чемпіон США із шахів, чинний чемпіон світу з випадкових шахів Фішера. З піковим рейтингом ФІДЕ 2816 посідає за ним десяте місце за всю історію. 
Шаховий вундеркінд, здобув звання гросмейстера у 15 років. Представляв США на п'яти шахових олімпіадах, здобув командне золото та дві командні бронзи. У травні 2014 року, коли ФІДЕ почало публікувати рейтинги для бліцу та швидких шахів, Накамура очолював обидва списки й відтоді залишається на першому місці або поряд.

## Біографія
Народився в Хіракаті префектури Осака, Японія. Батько — японець, мати — американка. З 2 років мешкає в США.
Почав грати у шахи з 7 років під керівництвом свого вітчима — відомого у США шахового тренера Суніла Веерамантрі. Через три роки, у віці 10 років і 79 днів, Накамура став наймолодшим в історії майстром Американської Шахової Федерації, а у віці 15 років і 79 днів отримав звання міжнародного гросмейстера ФІДЕ, побивши рекорд для американських шахістів, встановлений раніше Робертом Фішером.
Переміг на Вейк-ан-Зеє 2011, Гібралтарі 2008, 2015-17, чемпіонатах зі швидких шахів від Chess.com 2018-2022, Гран-прі ФІДЕ 2022, Ставангері 2023. 
Свій піковий рейтинг ФІДЕ 2816 мав у жовтні 2015, посідаючи друге місце після Магнуса Карлсена.
Брав участь у турнірах претендентів 2022 та 2024 років.
Його рейтинг станом на березень 2024 року — 2789.
Стримить на Twitch як GMHikaru.

## Стиль гри
Хікару - надзвичайно активний гравець у нападі. Головною його перевагою є швидкість, в якій йому немає рівних. Впродовж своєї кар'єри він регулярно очолює рейтинги гри в шахи у режимах контролю часу бліц та куля, особливо полюбляє грати в гіпершвидкі шахи з 3 хвилинним контролем часу. Гросмейстер дотримується принципу швидкісного домінування, через що його дебюти дуже часто розглядають концепцію незалежного від ходів супротивника швидкісного розвитку. Іноді, навіть на початкових темпах гри в шахи онлайн, під час своїх трансляцій, він робить свої ходи наперед, чим неабияк дивує супротивників. Серед притаманних йому дебютів, які відображають його індивідуальний стиль гри, є цікаві варіації розгортання гри через дебют Цукерторта. Як приклад, якщо розглядати розігрування партії саме через цей дебют (Nf3) ним за білих, то у відповідь на хід d5 він зазвичай грає e3 або, що показово, коли суперник грає Nf6, на нього чекає вельми нестандартний хід - b3. Хікару уособлює в собі підхід до покращення навичок шляхом регулярної гри онлайн, і як показують його досягнення він справді добивається успіху. За його стиль гри шахові журналісти прозвали його водневою бомбою.

## Зміни рейтингу
| На цьому місці має відображатися графік чи діаграма, однак з технічних причин його відображення наразі вимкнено. Будь ласка, не видаляйте код, який викликає це повідомлення. Розробники вже працюють для того, щоби відновити штатне функціонування цього графіка або діаграми. | |
| | На цьому місці має відображатися графік чи діаграма, однак з технічних причин його відображення наразі вимкнено. Будь ласка, не видаляйте код, який викликає це повідомлення. Розробники вже працюють для того, щоби відновити штатне функціонування цього графіка або діаграми. |